# Кунео (аеропорт)
Міжнародний аеропорт Кунео (італ. Aeroporto di Cuneo-Levaldigi) (IATA: CUF, ICAO: LIMZ), або Кунео-Левальдігі або Турин-Кунео — аеропорт, що обслуговується бюджетними авіакомпаніями, міста Кунео та Турин, 

П’ємонт, Італія Це другий аеропорт П'ємонту після аеропорту Турин.

## Авіалінії та напрямки
| Авіакомпанія     | Пункт призначення               |
| ---------------- | ------------------------------- |
| Air Arabia Maroc | Касабланка                      |
| Ryanair          | Кальярі, Палермо, Рим–Ф'юмічіно |

## Статистика
Див. джерело запитів Вікіданих та джерела.